# Malay-le-Petit
Malay-le-Petit – miejscowość i gmina we Francji, w regionie Burgundia-Franche-Comté, w departamencie Yonne.
Według danych na rok 1990 gminę zamieszkiwało 308 osób, a gęstość zaludnienia wynosiła 28 osób/km² (wśród 2044 gmin Burgundii Malay-le-Petit plasuje się na 607. miejscu pod względem liczby ludności, natomiast pod względem powierzchni na miejscu 863.).